# Xiomara Maduro
Xiomara Jeanira Maduro (24 december 1974) is een Arubaans politica en minister van Financiën en Cultuur. Namens de oppositiepartij Movimiento Electoral di Pueblo (MEP) was zij van oktober 2009 tot oktober 2017 lid van de Staten van Aruba. Toen de AVP en de MEP, de twee grootste partijen uit de Statenverkiezingen van 22 september 2017, geen heil zagen in samenwerken, leidde dat tot de formatie van het kabinet Wever-Croes I. Maduro werd in dit kabinet de minister van Financiën, Economische Zaken en Cultuur. Zij bleef na de verkiezingen van 2021 aan als minister van Financiën en Cultuur in het kabinet-Wever-Croes II]; echter het ministerie van Economische Zaken kwam in handen van de coalitiepartij RAIZ.